# Newman Taylor Baker
Newman Taylor Baker (Petersburg, Virginia, 4 februari 1943) is een Amerikaanse jazz-drummer.
Baker kreeg een drumstel toen hij nog geen drie jaar oud was en speelde al snel mee met jazz- en klassieke platen. Hij speelde in een band voor kinderen op een school op de campus van de Universiteit van Virginia en later in de concert-band van deze universiteit. Hij volgde daarna allerlei lessen, werd Bachelor of Science (1965) en studeerde muziek in Greenville. In New York studeerde hij bij Saul Goodman (1971) en Billy Hart (1980-1985).
Baker werkte langdurig samen met Billy Harper (26 jaar) en werkte onder meer met Henry Threadgill, Sam Rivers, Benny Powell, Lou Donaldson, Billy Bang en Rufus Thomas. Ook speelde hij met Kenny Barron, McCoy Tyner, James Moody, Ahmad Jamal, Reggie Workman en bijvoorbeeld Dewey Redman. In 1995 kwam hij met een solo-programma, Singin' Drums, waarmee hij vaak heeft opgetreden. Daarna volgden de projecten Virginia Peanuts Meets Buffalo Chips, met saxofonist Joe Ford (1996) en Sound of the Drum/Language of the Heart, met de choreograaf en danser Mickey Davidson (1997).

## Discografie
- Drum Suite Life, Innova Recordings, 2010